# Église des Morts d'Urbania
L'église des Morts d'Urbania  ou Chapelle Cola (en italien, Chiesa dei morti ou Cappella Cola) se situe Via Filippo Ugolini à Urbania, une ville située dans la province de Pesaro et d'Urbino dans les  Marches.

## Historique
L'église des Morts s'appelait à l'origine  Cappella Cola car construite à l'initiative de Cola di Cecco diminutif de Nicola di Francesco, originaire de Sant'Angelo in Vado qui avec son épouse Antonia di Filippuccio, habitant près du Couvent San Francesco, y érigent un oratoire en 1380. Dans leur testament de 1400, ils lèguent la chapelle à la Compagnia della Misericordia, laquelle la confie à son tour aux moines franciscains qui la conservent jusqu'en 1602.
En 1648 le chapitre de la cathédrale d'Urbania grâce au motu proprio du pape Urbain VIII en assure la gestion qui est transférée en 1816 à la  Compagnia della Morte (« Compagnie de la Mort ») qui en 1831 commence à installer derrière le maître-autel le Cimitero delle Mummie (« Cimetière des Momies »).

## Description

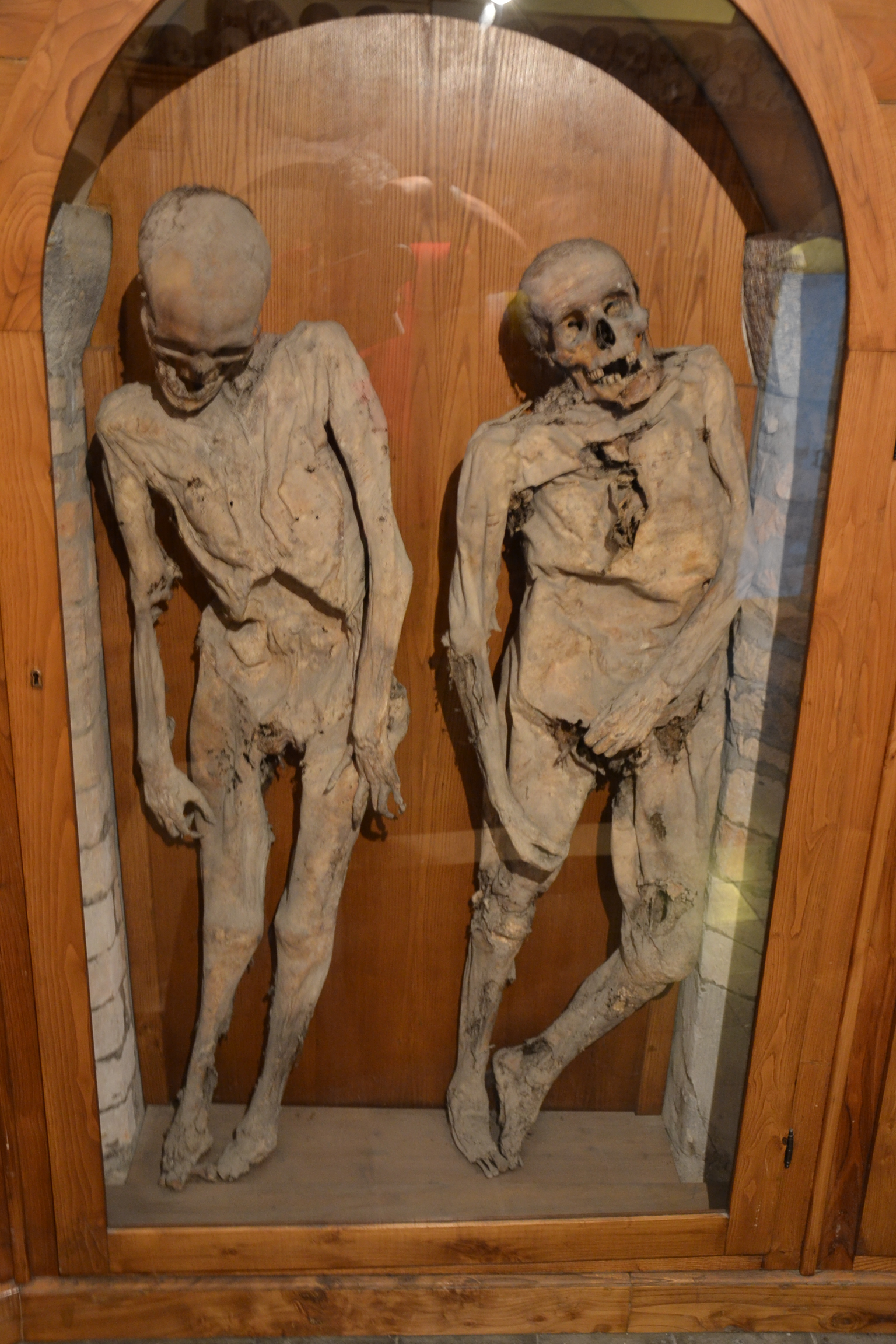
Les momies.

### Extérieur
L'édifice est de petite taille. Le portail riche de décorations est de style romano-gothique en pierre rose. Il est formé de colonnes encaissées et de petites colonnes torsadées avec des chapiteaux qui soutiennent le tympan curviligne encastré dans la façade d'époque médiévale.

### Intérieur
Le portail introduit à l'intérieur d'un édifice à nef unique où l'on trouve encore des traces de fresques du XVe siècle.
Sur le maître-autel se trouve le retable de la Decollazione di San Giovanni Battista (1560), attribué à Giustino Episcopi et sur les parois les toiles du Martirio di Santa Lucia de Giorgio Picchi (moitié du XVIe siècle) et la Madonna della cintura de Palma le jeune (fin du XVIe siècle).
Dans la sacristie se trouvent d'autres fresques, toiles et sculptures parmi lesquels le « drap noir » de la Compagnia della Morte.
La particularité est constituée par 18 momies naturelles datant du Moyen Âge et de la Renaissance exposées derrière l'autel.

### Œuvres
- Decollazione di San Giovanni Battista (1560), attribué à Giustino Salvolini,
- Martirio di Santa Lucia (moitié XVIe siècle) de Giorgio Picchi
- Madonna della cintura (fin du XVIe siècle) de Palma le Jeune

## Sources
- Voir liens externes